# Zeitgeschichte-online

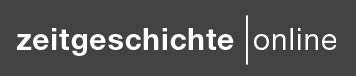
Das offizielle Logo von ZOL.

Zeitgeschichte-online (ZOL) ist ein 2004 gestartetes Portal für zeithistorische Geschichtsforschung, das am Leibniz-Zentrum für Zeithistorische Forschung (ZZF) in Potsdam angesiedelt ist. Die Plattform widmet sich mit Beiträgen und Themenschwerpunkten der Bereitstellung eines historischen Kontextes für „gegenwärtige[r] gesellschaftliche[r] Konflikte, Diskurse, Praktiken und Ereignisse“ und positioniert sich zwischen Forschung und Wissenschaftsjournalismus, wobei sie sich über die Gemeinschaft der Historiker hinaus auch an ein allgemeines Publikum richtet. Mit Stand 2017 erreichte Zeitgeschichte-online – wie auch die anderen Onlineangebote des ZZF – bis zu 200.000 Nutzer pro Jahr.
Von 2003 bis 2007 erhielt Zeitgeschichte-online eine Projektförderung der Deutschen Forschungsgemeinschaft, seit 2008 wird es aus den Mitteln des ZZF finanziert. Zu den Trägern gehört neben dem ZZF die Redaktion, die aus Wissenschaftlern des Instituts und von der Humboldt-Universität zu Berlin besteht. Der wissenschaftliche Beirat besteht aus externen Experten verschiedener Herkunft.
Zeitgeschichte-online ist Teil eines größeren Ökosystems digitaler historischer Angebote: Zum einen gehört es zum von Jürgen Danyel geleiteten Projekt Zeitgeschichte digital am ZZF, das unter anderem auch Docupedia-Zeitgeschichte, ein Portal zur Visual History und die Zeitschrift Zeithistorische Forschungen betreibt. Zum anderen gehört es zum Verbund der geschichtswissenschaftlichen Onlineangebote, die von dem 2007 in Berlin gegründete Verein Clio-online getragen werden. Auch darüber hinaus wird eine Vernetzung im digitalen geschichtswissenschaftlichen Ökosystem wahrgenommen: So führte Antonia Kleikamp im Rahmen ihrer Rezension der International Encyclopedia of the First World War für Die Welt neben dem Quellenportal Europeana 1914–1918 auch das Themendossier Fronterlebnis und Nachkriegsordnung. Wirkung und Wahrnehmung des Ersten Weltkrieges von Zeitgeschichte-online als Beispiel von qualitätsvollen Informationsangeboten jenseits der Wikipedia an.
Die institutionelle Zusammenarbeit zwischen Zeitgeschichte-online und Clio-online, dem Fachinformationsdienst H-Soz-Kult und deren an der Humboldt-Universität angesiedelten Redaktionen ist eng. Die Redaktion von Zeitgeschichte-online betreut auch die Beiträge im Bereich Zeitgeschichte in diesen Angeboten. Darüber hinaus verwendet Zeitgeschichte-online die Datenbanken und Content-Management-Systeme von Clio-online.